# 239

## Události
- Čínští mořeplavci objevili Tchaj-wan

## Vědy a umění
- Órigenés vydal Starý zákon přeložený do pěti nehebrejských jazyků

## Hlavy států
- Papež – Fabián (236–250)
- Římská říše – Gordianus III. (238–244)
- Perská říše – Ardašír I. (224/226–240/241)
- Kušánská říše – Kaniška II. (230–247)
- Japonsko (region Jamataikoku) – královna Himiko (175–248)